# Kruh Czerkasy
Kruh Czerkasy – ukraiński żeński klub piłki siatkowej z Czerkas. Założony w 1991.

## Sukcesy
- Mistrzostwo Ukrainy:
  -  1998, 2000, 2005, 2006, 2007, 2008
- Puchar Ukrainy:
  -  1997, 1998, 1999, 2000, 2005, 2006, 2007, 2008